# Donte Ingram
Donte Ingram (Chicago, Illinois, 15 de agosto de 1996) es un baloncestista estadounidense que pertenece a la plantilla del Donar Groningen de la Dutch Basketball League, la primera división neerlandesa. Con 1,98 metros de estatura, juega en la posición de escolta. 

## Trayectoria deportiva

### Universidad
Jugó cuatro temporadas con los Ramblers de la Universidad Loyola Chicago, en las que promedió 9,1 puntos, 5,1 rebotes y 1,1 asistencias por partido. En 2017 fue incluido en el tercer mejor quinteto de la Missouri Valley Conference, y al año siguiente, en su última temporada, lo fue en el segundo mejor.

#### Estadísticas
| Año     | Equipo        | PJ | PT | MPP  | %TC  | %3P  | %TL  | RPP | APP | ROB | TPP | PPP  |
| ------- | ------------- | -- | -- | ---- | ---- | ---- | ---- | --- | --- | --- | --- | ---- |
| 2014–15 | Loyola (Ill.) | 37 | 1  | 18.3 | .447 | .373 | .645 | 3.1 | 0.6 | 0.3 | 0.1 | 5.0  |
| 2015–16 | Loyola (Ill.) | 32 | 26 | 25.9 | .394 | .281 | .843 | 4.1 | 0.8 | 0.4 | 0.3 | 7.4  |
| 2016–17 | Loyola (Ill.) | 28 | 29 | 32.6 | .529 | .458 | .676 | 6.8 | 1.3 | 0.9 | 0.2 | 13.8 |
| 2017–18 | Loyola (Ill.) | 38 | 38 | 30.6 | .443 | .392 | .680 | 6.4 | 1.6 | 0.9 | 0.4 | 11.0 |

### Profesional
Tras no ser elegido en el Draft de la NBA de 2018, disputó las Ligas de Verano de la NBA con los Chicago Bulls, promediando 6,0 puntos y 4,8 rebotes en siete partidos. El 8 de octubre de ese año firmó con los Dallas Mavericks para disputar la pretemporada, pero fue despedido tres días más tarde. Posteriormente pasó a formar parte de la plantilla de su filial en la G League, los Texas Legends.
En la temporada 2021-22, firma por el Donar Groningen de la Dutch Basketball League, la primera división neerlandesa.